# Sellados de fosas y fisuras
Los selladores son sustancias químicas que actúan como barrera física impidiendo que las bacterias y restos de alimentos penetren en las fosas y fisuras y evitando la aparición de caries producida por las bacterias.
Las indicaciones del sellador son:
- Pacientes: Niños con necesidades especiales. Niños con múltiples caries en dentición temporal. Niños con caries oclusal en un primer molar permanente (deben sellarse los restantes molares).
- Dientes: Los dientes de elección son los molares y premolares fundamentalmente las caras oclusales de los molares permanentes, más susceptibles a las caries. Fosas y fisuras muy estrechas. Las superficies interproximales deben estar sanas.